# Nightshift (album)
Nightshift è un album del gruppo musicale statunitense Commodores, pubblicato il 15 gennaio 1985.

## Descrizione
L'album, pubblicato dalla Motown su LP, musicassetta e CD, è prodotto da Dennis Lambert.
Dal disco vengono tratti i singoli Nightshift, Animal Instinct e Janet.

## Tracce

### Lato A
1. Animal Instinct
2. Nightshift
3. I Keep Running
4. Lay Back

### Lato B
1. Slip of the Tongue
2. Play This Record Twice
3. Janet
4. The Woman in My Life
5. Lighting Up the Night